# III wojna brytyjsko-birmańska
III wojna brytyjsko-birmańska (birm. တတိယ အင်္ဂလိပ် – မြန်မာ စစ် /taʔtḭya̰ ɪ́ɴɡəleiʔ mjəmà sɪʔ/; ang. Third Anglo-Burmese War; 14 listopada 1885 – 28 listopada 1885) – ostatnia z trzech wojen stoczonych między Imperium Brytyjskim a Królestwem Birmy, która doprowadziła do likwidacji państwowości birmańskiej na ponad 60 lat.

## Tło konfliktu
Pod koniec XIX wieku Azja Południowo-Wschodnia była areną rywalizacji brytyjsko-francuskiej. Postanowił to wykorzystać król Birmy Thibaw i dla osłabienia gospodarczej i politycznej presji ze strony Imperium Brytyjskiego zaczął rozwijać kontakty z Francją. Dla Brytyjczyków, którzy traktowali Birmę jako część swojej strefy wpływów, był to powód do zaniepokojenia i niezadowolenia.
W maju 1883 roku do Europy udała się birmańska delegacja, rzekomo w celu zapoznania się ze zdobyczami europejskiego przemysłu i nauki. W rzeczywistości wysłannicy króla Thibawa dotarli do Paryża, gdzie rozpoczęli negocjacje w sprawie podpisania traktatu handlowego, mającego między innymi obejmować import francuskiej broni.
Brytyjskie obawy przed rozszerzeniem się francuskich wpływów na indyjskie pogranicze poważnie wzrosły, a stosunki brytyjsko-birmańskie uległy dalszemu pogorszeniu. Po podpisaniu traktatu w styczniu 1885 roku francuski premier Jules Ferry powiadomił brytyjskiego ambasadora, iż ostatecznie układ nie zawiera żadnych klauzul dotyczących współpracy militarnej bądź politycznej. Gdy jednak w maju do Mandalaj dotarł francuski konsul jasne stało się, że Francuzom obiecano liczne koncesje kosztem Brytyjczyków. Mieli oni między innymi stworzyć bank i wybudować linię kolejową z Mandalaj do Taungngu w Birmie Brytyjskiej. Dodatkowo, brytyjskie kręgi gospodarcze w Rangunie i Kalkucie wiązały duże nadzieje z otwarciem nowych szlaków handlowych do Chin, które miałyby przebiegać przez – stanowiącą w takiej sytuacji przeszkodę – Górną Birmę. Mimo więc, że po utracie stanowiska przez Ferry’ego we francuskiej polityce wobec Birmy dokonał się zwrot i ambitne plany współpracy zostały zarzucone, Brytyjczycy byli już zdecydowani na zbrojną rozprawę z Thibawem. Parł do niej w szczególności brytyjski minister do spraw Indii lord Randolph Churchill, potrzebujący medialnego sukcesu przed zbliżającymi się wyborami.

## Wybuch wojny
Bezpośrednim pretekstem do wybuchu wojny było nałożenie przez władze birmańskie na brytyjską Bombajsko-Birmańską Kompanię Handlową (ang. Bombay Burmah Trading Company) drakońskiej kary za rzekomy eksport większej niż opłacona ilości drewna tekowego pozyskiwanego z królewskich lasów w pobliżu Taungngu, korupcję i wstrzymywanie wypłat dla birmańskich pracowników. Dodatkowo pojawiły się plotki, że po wygaśnięciu posiadanej przez tę firmę koncesji na wyrąb lasów nie zostanie ona przedłużona, ale przekazana w ręce Francuzów.
Brak brytyjskiego posła przy birmańskim dworze uniemożliwił skuteczne negocjacje. Naciskany przez kręgi gospodarcze i obawiający się wzrostu wpływów francuskich wicekról Indii – lord Dufferin – skierował 22 października 1885 roku na ręce króla Thibawa ultimatum z żądaniami: 1) przyjęcia specjalnego posła generalnego gubernatora Indii Brytyjskich w celu przeprowadzenia negocjacji w sprawie nałożonej kary, bez konieczności brania przez niego udziału w upokarzających ceremoniach podczas audiencji u króla; 2) wstrzymania egzekucji kary do czasu rozstrzygnięcia sporu; 3) ponownego nawiązania stałych stosunków dyplomatycznych z generalnym gubernatorem, z prawem rezydenta do posiadania gwardii honorowej liczącej 1000 brytyjskich żołnierzy oraz w pełni uzbrojonego parowca; 4) zapewnienia brytyjskim kupcom warunków do nawiązania kontaktów gospodarczych z Chinami za pośrednictwem terytorium Górnej Birmy; 5) prowadzenie przez króla polityki zagranicznej pod nadzorem gubernatora generalnego. 9 listopada Thibaw udzielił wymijającej odpowiedzi, co zostało odczytane jako odrzucenie ultimatum – brytyjski korpus ekspedycyjny otrzymał rozkaz wyruszenia 14 listopada z Dolnej Birmy w górę rzeki Irawadi. Dowództwo nad wojskami objął gen. Harry North Dalrymple Prendergast.

## Przebieg wojny
Brytyjczycy już od dawna mieli opracowane plany inwazji, dlatego byli do niej dobrze przygotowani. Zanim liczące 11 800 ludzi i poruszające się na 55 parowcach i barkach siły brytyjskie ruszyły 17 listopada w górę Irawadi, brytyjscy agenci rozpuścili w Birmie pogłoski, że na pokładzie jednego z parowców znajduje się brat powszechnie nielubianego w Birmie Thibawa – książę Nyaungyan. Jednocześnie do wszystkich dowódców rozmieszczonych wzdłuż rzeki birmańskich fortów dotarły sekretne rozkazy, by nie stawiali oni oporu Brytyjczykom stanowiącym rzekomo jedynie wsparcie dla sięgającego po tron księcia. Siły brytyjskie nie napotkały praktycznie żadnego oporu – zaskoczenie Birmańczyków było całkowite, a król nie ogłosił nawet mobilizacji poprzestając jedynie na skierowaniu do swych poddanych patriotycznego manifestu. Jedyna bitwa została stoczona pod fortem Minhla, do którego zdołał dotrzeć z informacją birmański urzędnik, który przypadkiem zdemaskował brytyjską mistyfikację. Już po dwóch tygodniach brytyjskie wojska dotarły pod dawną birmańską stolicę Ava tracąc jedynie czterech ludzi. 26 listopada Thibaw złożył propozycję zawieszenia broni. Została ona odrzucona przez Brytyjczyków, którzy zażądali bezwarunkowej kapitulacji, na co Thibaw przystał. Następnego dnia król ogłosił zaprzestanie dalszego oporu. 28 listopada Brytyjczycy otoczyli Pałac Królewski w Mandalaj kończąc w ten sposób wojnę. Walkę z Brytyjczykami prowadziły jeszcze przez jakiś czas siły partyzanckie.

## Skutki wojny
W dniu zdobycia przez Brytyjczyków Mandalaj doszło do splądrowania pałacu królewskiego, a nazajutrz król Thibaw został wraz ze swą małżonką Supayalat deportowany na zesłanie do Indii. Ponieważ król był patronem niezliczonych klasztorów w Mandalay i okolicach, jego zniknięcie oznaczało niemal natychmiastowy upadek dotychczasowego birmańskiego systemu wyższej edukacji opartego na szkołach przyklasztornych.
Początkowo Brytyjczycy rozważali zastąpienie króla marionetkowym władcą i przekształcenie Birmy w państwo buforowe, brano nawet pod uwagę możliwość utworzenia państwa teokratycznego z buddyjskim mnichem wyznaczonym przez Chiny na jego czele. Ostatecznie, nie znajdując odpowiednich kandydatów na takie stanowisko, 1 stycznia 1886 roku Brytyjczycy ogłosili aneksję Górnej Birmy. Oznaczało to koniec istnienia państwa birmańskiego, a całość ziem birmańskich stała się prowincją Indii Brytyjskich, co stanowiło dodatkowe upokorzenie dla Birmańczyków uważających się za stojących wyżej od Hindusów. Chociaż skala wojny była niewielka, duże siły brytyjskie – dochodzące liczebnością do 32 000 żołnierzy – zostały na 5 lat związane walkami partyzanckimi toczącymi się na obszarze Birmy Właściwej i Regionów Pogranicznych, stłumionymi ostatecznie po zastosowaniu przez Brytyjczyków zasady odpowiedzialności zbiorowej i masowych egzekucji.